# Schießling
Der Schießling ist ein 1667 m ü. A. hoher Berg im östlichen Hochschwabgebiet in der Steiermark in Österreich. 

## Lage und Charakterisierung des Berges
Gemeinsam mit dem nordnordwestlich benachbarten Oisching (1699 m ü. A.) dominiert der Schießling den Kamm westlich des Seegrabens, durch den die Mariazeller Straße B20 auf den Steirischen Seeberg führt. Die Südflanke des Schießlings ist durch weitläufige, nur sanft geneigte Almwiesen geprägt, während seine bewaldete Nordostflanke steil zum Seegraben abfällt. 
Etwa einen Kilometer südöstlich des Gipfels befindet sich die Schießlingalm (1484 m ü. A.) mit einem Almgasthaus sowie zahlreichen Holzhäusern. Sie ist im Sommer von Draiach über den Berghof auf einer mautpflichtigen Sandstraße zu erreichen. 
Oberhalb von Graßnitz am Südfuß des Schießlings steht die Erdfunkstelle Aflenz, in etwa 1200 Metern Höhe am Draiacher Berg der ORF-Sender Schießling.

## Anstiege
- Die Schießlingalm ist von Graßnitz und von Dörflach südlich des Bergstocks jeweils in 1½ bis 2 Stunden auf Wanderwegen zu erreichen. Der Weg zum Gipfel über seine sanfte Südflanke erfordert ab der Alm weitere 30 Minuten.
- Der Anstieg von Seewiesen im Norden über die Enzianhütte, das Hackentörl und die Oischingalm ist wesentlich länger und dauert 3½ bis 4 Stunden.

Aufgrund des unproblematischen Geländes ist der Schießling in Winter eines der besten Ziele für Schneeschuhwanderungen in der gesamten Hochschwabgruppe.